# Falange del peu

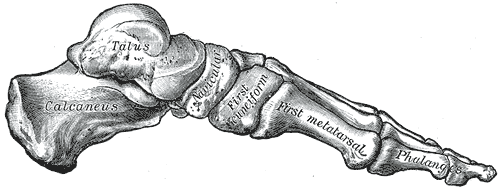
Els ossos del peu, amb les falanges a l'extrem dret del dibuix

Les falanges del peu (phalanges digitorum pedis) són les falanges dels dits del peu. S'articulen la 1 amb els metatarsians respectius; la 2 amb la 1 i la 3, i aquestes amb la 2.